# Lushton
Lushton est un village du comté de York, dans l'État du Nebraska, aux États-Unis. En 2020, il comptait une population de 28 habitants.